# Cistus palhinhae
Cistus palhinhae är en solvändeväxtart som beskrevs av Collingwood Ingram. Cistus palhinhae ingår i släktet Cistus och familjen solvändeväxter. Inga underarter finns listade i Catalogue of Life.